# Ningbingia dentiens
Ningbingia dentiens é uma espécie de gastrópode  da família Camaenidae.
É endémica da Austrália.